# Kuppelnauturnhalle

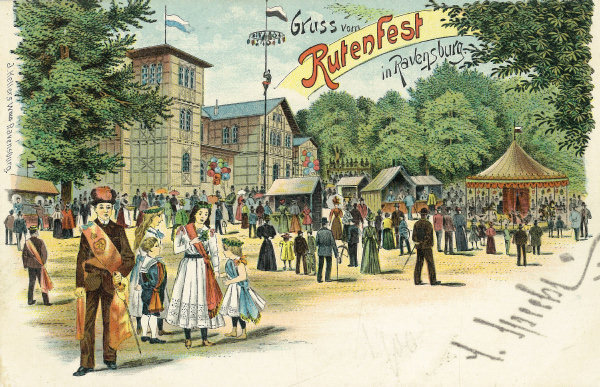
Ansichtskarte von etwa 1900

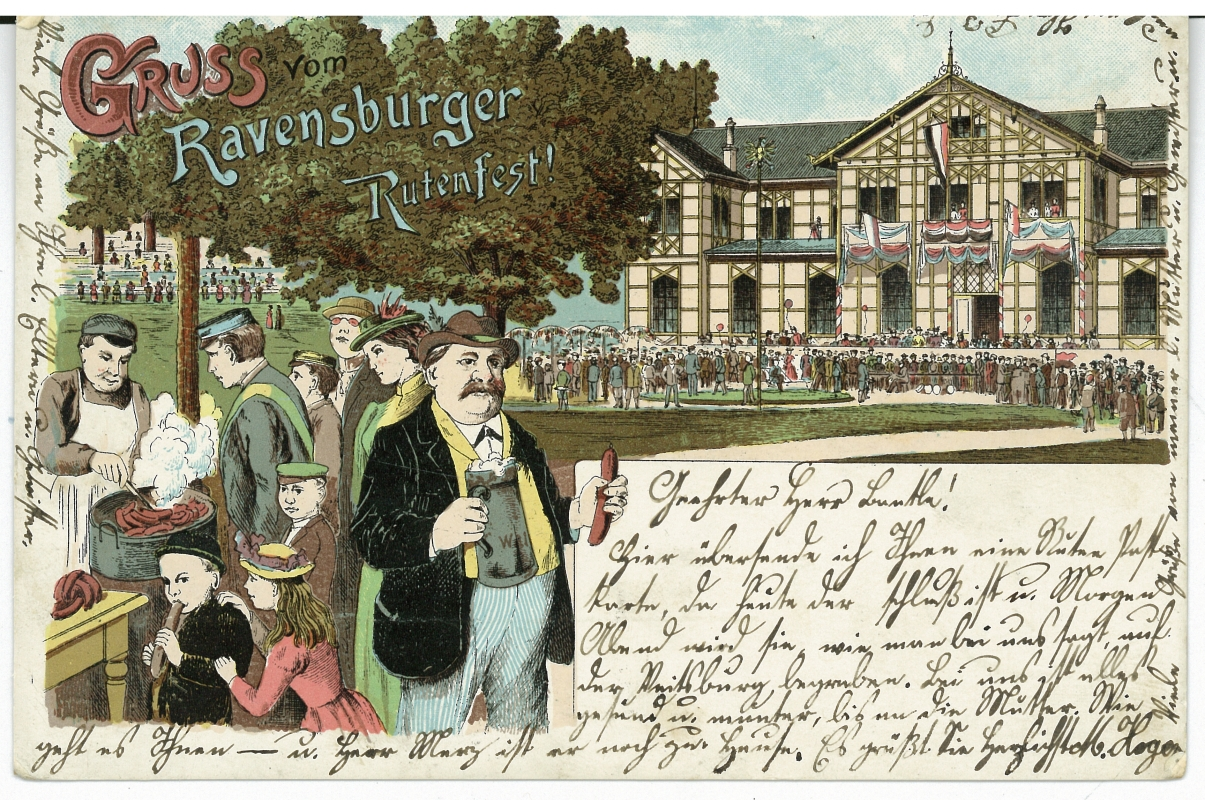
Ansichtskarte von etwa 1900

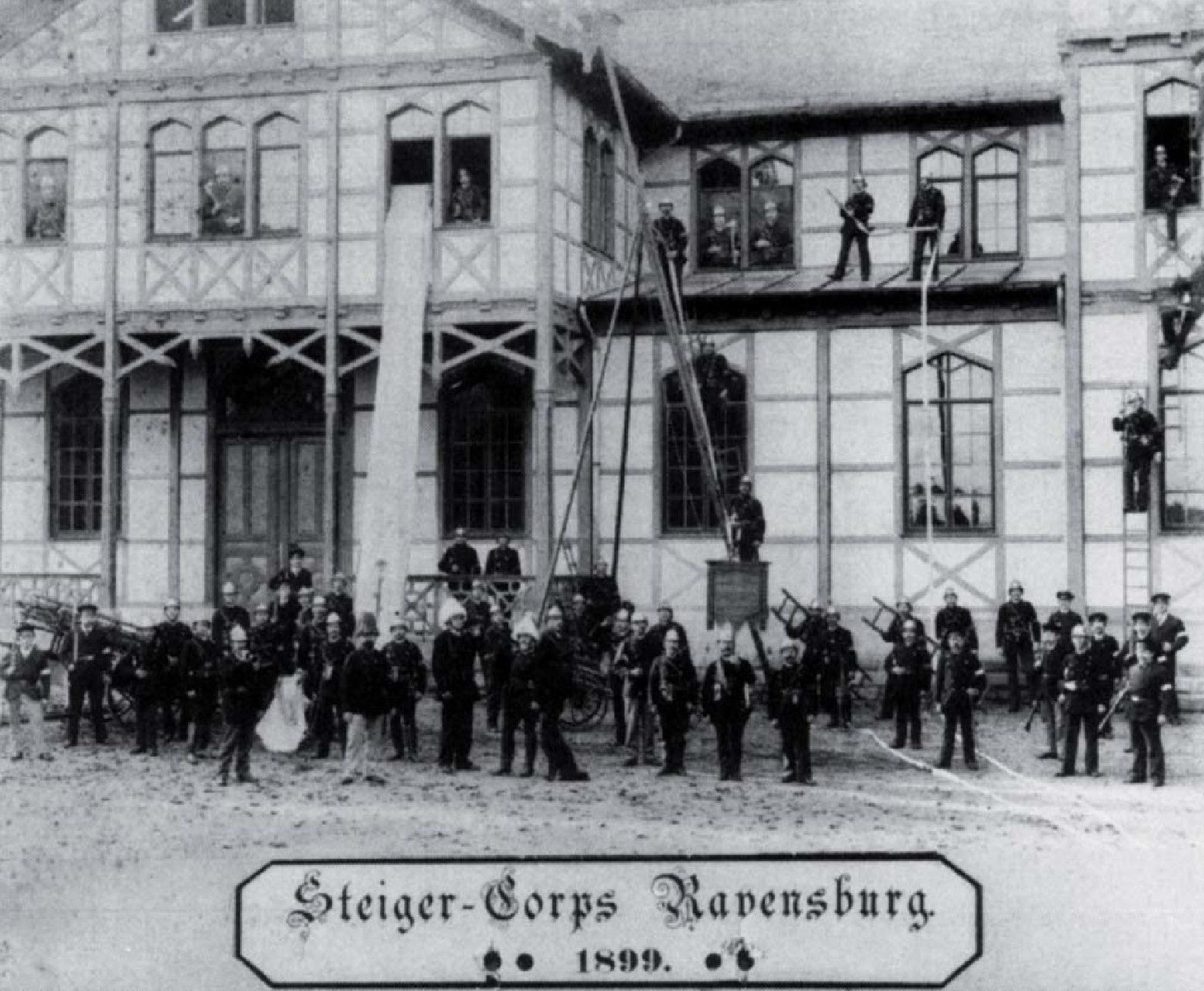
Übung des Steigerkorps an der Kuppelnauturnhalle 1899

Die Kuppelnauturnhalle war eine Turn- und Stadthalle in Ravensburg.
Die Halle wurde 1877/1878 nach den Plänen des Stadtbaumeisters Tobias Knoblauch auf dem Kuppelnauplatz, dem traditionsreichen Fest- und Schützenplatz von Ravensburg, erbaut. Bei ihr handelte es sich um das größte und bedeutendste im 19. Jahrhundert entstandene Sichtfachwerkgebäude der Stadt. Die gründerzeitliche Turnhalle im historischen Fachwerkstil bestand aus einem großen Mittelteil und durch eine Pfeilerreihe getrennte, flankierende Seitenanbauten, übergiebelten Mittel- und Seitenrisaliten sowie einem Turmaufbau in der südwestlichen Ecke des Gebäudes. Dessen Länge betrug gut 37 Meter und deren Breite knapp 21 Meter. Die Halle im Mittelteil, welche mit einer dreiseitigen Galerie versehen war, diente u. a. der Landwirtschaftliche Bezirksausstellung und 1961 der Oberschwabenschau als Ausstellungsfläche. Von 1881 bis 1897 war sie Spielort des Rutentheaters. Der Turm diente dem Steigercorps der Feuerwehr um die Jahrhundertwende als Übungsobjekt.
Auf Grund der Entfernung von den damals in Ravensburg bestehenden Schulen und des schlechten Gesamtzustands der Halle, wurde diese im Juli 1973 abgerissen. Auf dem Gelände wurde anschließend eine Grund- und Hauptschule mit neuer Turnhalle errichtet.
Die alte Kuppelnauturnhalle diente als Vorlage für das Rutenfestabbzeichen 2012.